# Obereopsis mjobergi
Obereopsis mjobergi är en skalbaggsart som först beskrevs av Aurivillius 1925.  Obereopsis mjobergi ingår i släktet Obereopsis och familjen långhorningar. Inga underarter finns listade i Catalogue of Life.